# Ujoku dantai
Az ujoku dantai (右翼団体, uyoku dantai, "jobboldali csoport(ok)") a japán ultra-nacionalista szélsőjobboldali csoportok elnevezése. A Nemzeti Rendőrségi Hivatal 1996-ban és 2013-ban a szélsőjobboldali csoportok számát Japánban több mint 1000-re becsülte, melyek összesen nagyjából 100 000 főnyi taggal rendelkeznek.

## Filozófiájuk és tevékenységeik
Az ujoku dantai-ok közismertek a gaiszensa (街宣車) nevű hivalkodó propaganda-járműveikről, melyek a csoport nevével és propaganda-jelmondatával díszített, megafonnal felszerelt módosított kisteherautók, buszok, illetve kamionok. A járműveket általában feketére vagy khakiszínűre festik, és Japán címerével, az ország zászlajával és a japán hadsereg zászlajával vannak díszítve. Ezeket elsősorban különböző külképviseleti intézmények – mint például a kínai, koreai vagy orosz nagykövetség – közelében történő tüntetéseken alkalmazzák, ahol vagy előre rögzített felvételről, vagy pedig élőben zajló propagandaüzeneteket sugároznak a megafonok segítségével. Néha megfigyelhetőek a városokon áthaladva, illetve a forgalmas bevásárlóközpontok közelében, amint propagandabeszédeket, katonai zenéket vagy éppen a japán himnuszt, a Kimigajót sugározzák. A Kínát, Észak-Koreát és magát a kommunizmust ellenző, továbbá az USA–Japán–Dél-Korea-szövetségét támogató, Great Japan Patriots (大日本愛国党 Dai Nippon Aikokutó) járműveiken mindig megfigyelhető az Amerikai Egyesült Államok zászlaja a japán zászló mellett. Számos alkalommal sugározzák az USA himnuszát is.
A különböző csoportok közti politikai nézetek eltérnek egymástól, azonban három életszemlélet terén gyakran egyetértenek. Ezek a kokutai-Godzsi támogatása, a kommunizmus- és marxizmus-ellenesség és a japán nemzeti szimbólumokat, illetve a nemzeti himnuszt ellenző Japan Teachers Union (日本教職員組合 Nihon Kjósokuin Kumiai, JTU) tevékenységeivel való szembeszállás. Ellenséges nézeteket vallottak a Szovjetunióval, Kínával és Észak-Koreával szemben, többek között olyan problémák miatt, mint a kommunizmus, a Szenkaku-szigetek és a Kuril-szigetek.
Sokuk, bár nem mindegyikük, igyekszik igazolni Japán szerepét a második világháborúban, tagadják a háborús bűnöket, melyet a japán hadsereg követett el a Sóva-korban, 1945 előtt, és kritikusak az általuk csupán elfogult „öngyűlöletként” számon tartott háború utáni történelem-oktatási rendszerrel szemben. Ebből kifolyólag nem hajlandóak elfogadni többek között a Távol-keleti Nemzetközi Katonai Törvényszék (más néven a tokiói per) legitimitását, „Sóva Mártírjai” (昭和殉難者 Sóva dzsunnansa) néven hivatkoznak a Jaszukuni-szentélyben feljegyzett háborús bűnösökre, valamint támogatják a japán történelemkönyvek cenzúrázását és a történelmi események tagadását.
Rendkívül nehéz letartóztatni az ujoku dantaiok tagjait, mivel a japán alkotmány engedélyezi az ideológiák szabad gyakorlását. Ez az egyik oka annak is, hogy számos jakuzacsoport tagjai ujoku dantainak adják ki magukat.

## Csoportok
Alább látható azon csoportok listája, melyeket gyakran sorolnak be az ujoku dantai alá.

### Történelmi csoportok
- Aikokusa (愛国社, „Patrióták Társasága”) – Ivata Ainoszuke alapította 1928-ban (nem tévesztendő össze az 1875–1880-ban alapított azonos nevű szervezettel). Tevékenységük többek között különböző egyetemeken történő antikommunista diákmozgalmak szervezését és vidéki falvak fiataljainak betanítását foglalta magába. 1930. november 14-én a szervezet egyik tagja, Szagoja Tomeo merényletet kísérelt meg Oszacsi Hamagucsi ellen a Tokió pályaudvaron.
- Genyósa (玄洋社, „Fekete Óceán Társaság”) – Ultranacionalista titkos társaság, melyet állítólag azon ex-szamurájok titkos társasága alapított, akik a feudális rendszer visszaállítását tűzték ki céljuknak. Több terrorcselekményt is végrehajtottak, többek között az 1889-es Sigenobu Ókuma ellen irányult merényletkísérletet. Egész Kelet-Ázsián átívelő kiterjed kém- és szervezett bűnözési hálózatot hoztak létre. A háború után felszámolták a szervezetet.
- Kokurjúkai (黑龍會, „Fekete Sárkány Társaság”) – Egy 1901-ben alapított befolyásos félkatonai szervezet, melynek célja kezdetben az oroszok kiűzése volt Kelet-Ázsiából. Később ultranacionalista csoportként világszerte kiterjesztették tevékenységeiket a politikában. 1946-ban felszámolták őket.

### Tradicionális csoportok
- Daitódzsuku (大東塾, „Nagy Keleti Iskola”) – egy 1939-ben létrehozott kulturális akadémia. A Sintó vallással kapcsolatos különböző tanfolyamokat szerveznek (pl. waka költészet, karate).
- Great Japan Patriotic Party (大日本愛国党 Dai-nippon aikokuto) – 1951-ben alakult. Központi alakja Akao Szatosi, a háború előtti Nemzeti Országgyűlés háborúellenes tagja. A csoport a kommunizmussal szembeni, USA-val és Dél-Koreával történő szolidaritás szükségességét hangoztatja. Propaganda-járműveik csillagsávokkal vannak díszítve. Akao egyszer úgy nyilatkozott, hogy a Liancourt szigeteket fel kéne robbantani, mivel a Japán és Dél-Korea közti ellentétet testesítik meg. Egy volt csoporttag, Jamagucsi Otoja volt a felelős a Japán Szocialista Párt vezetője, Aszanuma Inedzsiro ellen elkövetett halálos merényletért 1960-ban.
- Isszuikai (一水会) – 1972-ben alapult, az akkoriban „új szélsőjobb” néven ismert mozgalom részeként. Úgy vélik, a japán kormány csupán Amerika bábállama, és az ország „teljes függetlenségét” követelik. Rendkívüli mértékben ellenzik a Kiotói jegyzőkönyvet.

### Csoportok, melyeket jakuzaszervezetekkel hoznak összefüggésbe
- Nihon Szeinensa (日本青年社, „Japán Fiatalok Társasága”) – az egyik legnagyobb szervezet, mely nagyjából 2000 főt számlál. 1961-ben alapult. 1978 óta a tagjai két világítótornyot és egy sintó szentélyt hoztak létre a Szenkaku-szigeteken. A szervezet tagjai 2000-ben megtámadtak egy magazin irodáját, mivel véleményük szerint az egyik cikkükben tiszteletlenül beszéltek Maszako császárnéről.
- Nihon Kómintó (日本皇民党, „Japán Császári Néppárt”) – 1987-ben egy bizarr kampányt folytattak, melynek célja az volt, hogy bemocskolják a miniszterelnöki posztra pályázó Takesita Noborut, azáltal, hogy 20 megafonnal felszerelt kamion segítségével szüntelenül sugároztak Takesitát szándékosan túlzó mértékben dicsérő beszédeket. 2004-ben egy, a szervezethez tartozó busz belehajtott a kínai konzulátus kapujába, aminek következtében a rendőrség letartóztatta a sofőrt és a támadás szervezőjét.
- Taikósa (大行社, „Nagy Vállalat Társaság”) – nagyjából 700 fővel rendelkező tokiói központú szervezet. Hivatalosan is a jakuza Inagava családdal hozzák összefüggésbe.
- Szeikidzsuku (正氣塾) – 1981-ben alakult, központja Nagaszaki prefektúrában található. Számos erőszakos incidensért felelősek, köztük a Nagaszaki polgármestere ellen irányuló 1991-es, majdnem halálos merényletért. Ennek kiváltó oka az volt, hogy a polgármester kijelentette, hogy Hirohito császár volt felelős a háborúért.
- Júkoku Dósikai (憂国道志会) – szélsőséges nacionalista párt. 1963-ban felgyújtották Kóno Icsiró házát. 1977-ben lőfegyverekkel és katanával felfegyverzett tagok nyolc túszt ejtettek, és elbarikádozták magukat a Japan Business Federation irodájában. Vezetőjük, Nomura Súszuke nagyra becsülte An Dzsunggun (안중근) koreai nacionalistát.

### Egyéb csoportok
- National Socialist Japanese Workers' Party (国家社会主義日本労働者党 Kokka Sakaisugi Nippon Ródósa-Tó) – Jamada Kazunari által vezetett kis létszámú neonáci párt, mely Adolf Hitlert és a szeptember 11-i támadásokat dicsőítő honlapokat üzemeltet.
- International Federation for Victory over Communism (国際勝共連合 Kokuszai Sókjó Rengó) – 1968-ban alapította az Egyesítő Egyház alapítója, Mun Szonmjong (문선명) Dél-Koreában és Japánba.
- Ganbare Nippon (頑張れ日本！全国行動委員会) – 2010. február 2-án alapult csoport, melynek vezetője a korábban a Japán Légi Véderőnél szolgáló Tamogami Tosio, aki egészen a szervezet megalakulása óta vezető szerepben tevékenykedik. Miután Hongkongi aktivisták megpróbáltak partra szállni a Szenkaku-szigeteken, a Ganbare Nippon tagjai sikeresen partra szálltak, és kitűzték ott a japán zászlót. A későbbi, 2012-es kínai Japán-ellenes demonstráció ideje alatt a csoport tüntetést szervezett Tokióban, melyre végül mindössze 50 ember ment el.